# Saber dar
Saber dar es una comedia negra de 2010 escrita y dirigida por Nicole Holofcener y protagonizada por Catherine Keener. Es la cuarta película que Keener y Holofcener hacen juntas. La película también está protagonizada por Amanda Peet, Oliver Platt, Rebecca Hall, Lois Smith, Elizabeth Keener, Kevin Corrigan y Ann Guilbert. Este fue también el último papel cinematográfico de Guilbert antes de su muerte en 2016.

## Trama
Kate y Alex son una pareja que vive en un apartamento de Nueva York con su hija adolescente, Abby. Kate y Alex tienen una tienda de muebles especializada en muebles modernos usados, que compran en ventas de propiedades. Han comprado el apartamento contiguo al suyo, pero su ocupante, la anciana y cascarrabias Andra, se quedará en él hasta que muera. Andra tiene dos nietas, la obediente y generosa Rebecca, una tecnóloga de mamografía, y la cínica y mordaz Mary, cosmetóloga.
A Kate le preocupan los beneficios que obtiene de los vendedores de muebles que desconocen el valor de lo que venden; el contraste entre las personas sin hogar de su barrio y su propia vida cómoda; y el hecho de que su familia sólo podrá ampliar su piso cuando muera Andra. Intenta mitigar su sentimiento de culpa con trabajos de voluntariado (que la dejan llorando) y donaciones a personas sin hogar (que a veces resultan contraproducentes).

## Reparto
- Catherine Keener como Kate
- Oliver Platt como Alex
- Ann Morgan Guilbert como Andra
- Amanda Peet como María
- Rebecca Hall como Rebecca
- Elizabeth Keener como Cathy
- Sarah Steele como Abby

## Recepción
Saber dar recibió críticas generalmente positivas. La película tiene una puntuación de 78 sobre 100 en el sitio web del agregador de reseñas Metacritic, basado en 35 reseñas de críticos, lo que indica "críticas generalmente favorables". En Rotten Tomatoes, tiene un índice de aprobación del 86% basado en 143 reseñas. El consenso de los críticos del sitio web dice: "Lo nuevo de Nicole Holofcener puede parecer ligero en algunos momentos, pero su interpretación de personajes complejos en un panorama económico conflictivo es variada, natural y conmovedora en cualquier caso."